# Озерці (Луцький район)
Озе́рці — село в Україні, у Луцькому районі Волинської області. Входить до складу Горохівської міської громади. Населення становить 575 осіб. Перша згадка села датована 1570 роком.

## Історія
У 1906 році село (рос. Езерцы) Свинюської волості Володимир-Волинського повіту Волинської губернії. Відстань від повітового міста 58 верст, від волості 7. Дворів 74, мешканців 651.
12 червня 2020 року, відповідно до розпорядження Кабінету Міністрів України № 708-р «Про визначення адміністративних центрів та затвердження територій територіальних громад Волинської області», село увійшло в склад Горохівської міської громади.
19 липня 2020 року, в результаті адміністративно-територіальної реформи та ліквідації Горохівського району, село увійшло до складу новоутвореного Луцького району.

## Населення
Згідно з переписом УРСР 1989 року чисельність наявного населення села становила 553 особи, з яких 250 чоловіків та 303 жінки.
За переписом населення України 2001 року в селі мешкало 575 осіб.

### Мова
Розподіл населення за рідною мовою за даними перепису 2001 року:
| Мова       | Відсоток |
| ---------- | -------- |
| українська | 99,48 %  |
| російська  | 0,52 %   |